# کیلین مورفی
کیلیَن مورفی (به ایرلندی: Cillian Murphy، تلفظ: ‎/ˈkɪliən/‎؛ زادهٔ ۲۵ مهٔ ۱۹۷۶) بازیگر ایرلندی است. او حرفهٔ خود را به عنوان خواننده، گیتاریست و ترانه‌نویس یک گروه موسیقی راک آغاز کرد. سپس در اواخر دههٔ ۱۹۹۰ موسیقی را کنار گذاشت و به بازی در تئاتر و فیلم‌های کوتاه و مستقل روی آورد. از نخستین نقش‌های سینمایی قابل توجه او می‌توان به ۲۸ روز بعد (۲۰۰۲)، وقفه (۲۰۰۳) و چشم قرمز (۲۰۰۵) اشاره کرد. وی برای بازی در نقش یک زن ترنس در فیلم کمدی درام صبحانه در پلوتون (۲۰۰۵) نامزد دریافت جایزهٔ گلدن گلوب شد.
مورفی در همکاری با کریستوفر نولان، ابتدا نقش مترسک را در سه‌گانهٔ بتمن (۲۰۰۵–۲۰۱۲) بازی کرد و در تلقین (۲۰۱۰)، دانکرک (۲۰۱۷) و اوپنهایمر (۲۰۲۳) از دیگر فیلم‌های نولان حضور پیدا کرده‌است. او برای ایفای نقش اصلی در اوپنهایمر، برنده جایزه اسکار بهترین بازیگر مرد شد. فیلم ترسناک یک مکان ساکت: بخش ۲ (۲۰۲۱) و بازی در نقش تامی شلبی در مجموعهٔ درام جنایی پیکی بلایندرز (۲۰۱۳–۲۰۲۲) از دیگر کارهای شناخته شده او هستند.
مورفی در سال ۲۰۱۱ برنده جایزهٔ جوایز تئاتر ایرلند به عنوان بهترین بازیگر مرد و جایزهٔ دراما دسک اجرای برجسته انفرادی برای نمایش تک‌نفره میسترمن شد. در سال ۲۰۲۰، روزنامه آیریش تایمز از او به عنوان یکی از بزرگ‌ترین بازیگران ایرلندی تاریخ سینما یاد کرد.

## اوایل زندگی

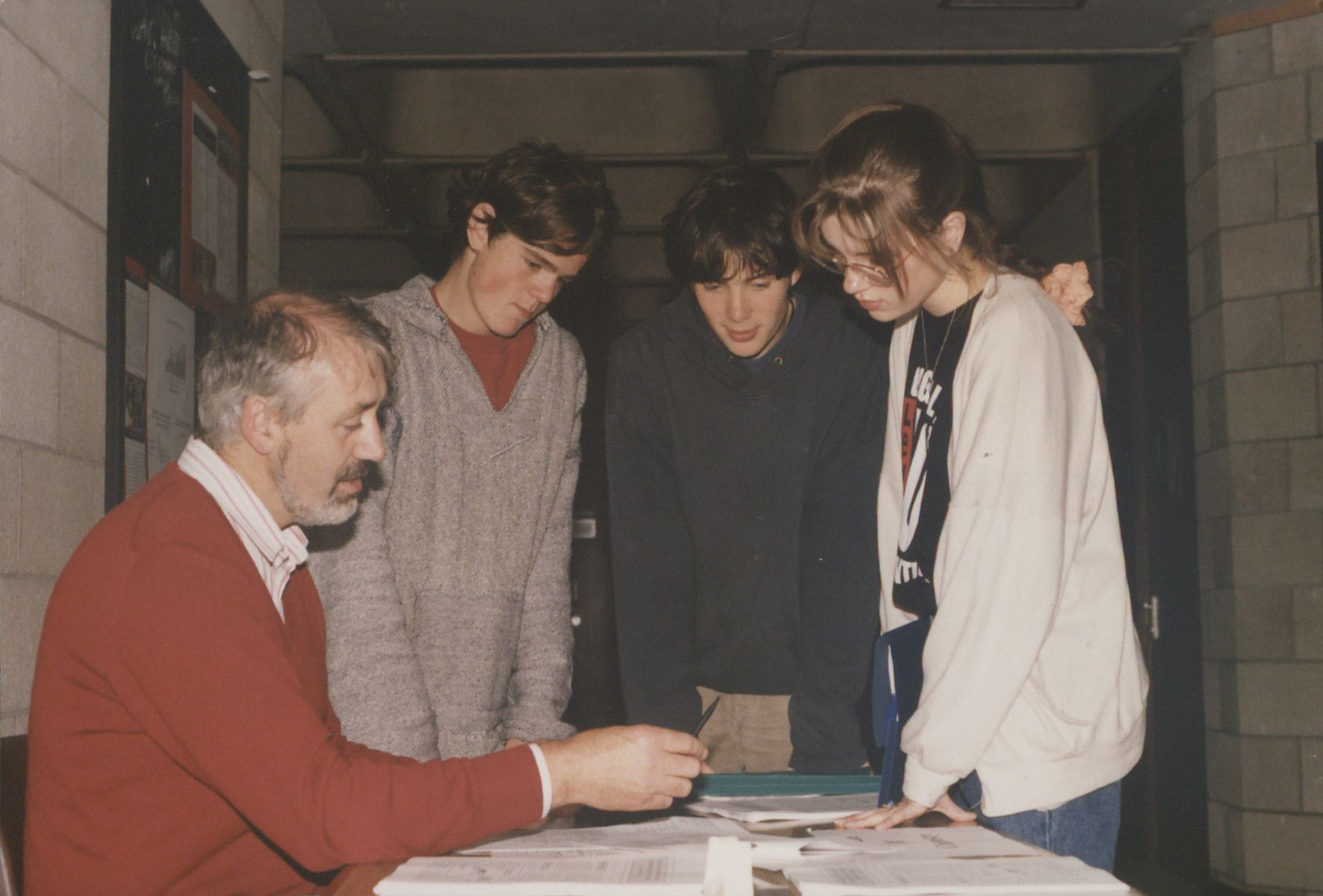
مورفی (نفر سوم از سمت چپ) در سال ۱۹۹۲

مورفی در ۲۵ مه ۱۹۷۶ در داگلاس، کورک به دنیا آمد. مادرش زبان فرانسه تدریس می‌کرد، در حالی که پدرش برندان برای وزارت آموزش و مهارت‌ها کار می‌کرد. پدربزرگ، خاله‌ها و عموهایش نیز معلم بودند. او در بالینتمپل، همراه برادر کوچکترش پدی و دو خواهر کوچکتر به نام‌های سایل و اورلا بزرگ شد. او در ۱۰ سالگی شروع به نوشتن و اجرای آهنگ کرد. مورفی کاتولیک بزرگ شد و در یک دبیرستان شهریه‌ای کاتولیکی شرکت کرد، جایی که از نظر تحصیلی خوب بود اما اغلب دردسر درست می‌کرد و گاهی اخراج می‌شد. او در چهارمین سال به این نتیجه رسید که شیطنت کردن ارزش این همه دردسر را ندارد. او به ورزش که بخش عمده ای از برنامه درسی مدرسه را تشکیل می‌داد، علاقه نداشت، و معتقد بود که فعالیت‌های هنری در مدرسه نادیده گرفته شده‌است.
مورفی اولین طعم اجرا را در دبیرستان چشید، زمانی که در یک برنامه تئاتر ارائه‌شده توسط شرکت تئاتر کورکادورکا شرکت و از این تجربه با احساس خوبی یاد کرد. ویلیام وال، رمان‌نویسی که معلم زبان انگلیسی او بود، مورفی را تشویق کرد که بازیگری را پیگیری کند، اما او در حال تبدیل شدن به یک ستاره راک بود. در اواخر نوجوانی و اوایل ۲۰ سالگی، او در چندین گروه در کنار پدی، گیتار می‌زدند و می‌خواندند و دو نفری که به بیتلز علاقه‌مند بودند و با الهام از آهنگی از فرانک زاپا گروهی به نام «The Sons of Mr. Green Genes» تشکیل دادند. لیبل اسید جاز رکورد به آنها پیشنهاد داد که برای ساخت پنج آلبوم می‌توانند قرارداد ببندند، که آنها این پیشنهاد را رد کردند، زیرا پدی هنوز در مدرسه بود و این دو در قبال مبلغ اندکی که لیبل برای حق پخش آهنگ‌های مورفی تعیین کرده‌بود، موافق نبودند. مورفی بعداً گفت که، «من بسیار خوشحالم که در گذشته ما [آن قرارداد را] امضا نکردیم زیرا شما به نوعی زندگی و کل موسیقی خود را به یک لیبل واگذار می‌کنید.»
مورفی در سال ۱۹۹۶، تحصیل در رشته حقوق را در دانشگاه کورک (UCC) آغاز کرد، اما در امتحانات سال اول خود مردود شد به این خاطر که هدف و علاقه‌ای به آن نداشت. نه فقط به این دلیل که با گروهش مشغول بودند، بلکه چند روز پس از شروع به کار در UCC متوجه شد که قانون آن چیزی که او می‌خواسته نیست. پس از دیدن تولید صحنه ای توسط کورکادورکا از پرتقال کوکی، توجه‌اش به حرفه بازیگری جلب شد. اولین نقش مهم او در تولید آماتور یک نمایشنامه در انجمن درام  UCC بود. مورفی همچنین در اجرای موزیکال کمدی Little Shop of Horrors، نقش اصلی را بازی کرد که در سالن اپرای کورک نمایش داده‌شد. او بعدها اعتراف کرد که انگیزه اصلی او در آن زمان، رفتن به مهمانی‌ها و ملاقات با زنان بوده، و نه دنبال‌کردن حرفه بازیگری.

## حرفه

### اوپنهایمر
مورفی در فیلم زندگی‌نامه‌ای اوپنهایمر نقش جی. رابرت اوپنهایمر را بازی کرد. این ششمین همکاری میان نولان و مورفی و همچنین نخستین فیلم نولان است که مورفی در آن نقش اصلی را بازی کرد. مورفی برای آماده‌سازی، مقدار زیادی از وزن خود را برای مطابقت با ظاهر تقریباً لاغر اوپنهایمر کاهش داد، و به‌طور گسترده در مورد زندگی اوپنهایمر به تحقیق پرداخت. او همچنین برای این نقش، از شکل ظاهری موسیقی‌دان انگلیسی دیوید بویی در دههٔ ۱۹۷۰ الهام گرفت. این فیلم که در سال ۲۰۲۳ اکران شد، بیش از ۹۵۵ میلیون دلار در سرتاسر جهان فروخت و نقدهای مثبتی از منتقدان به دست آورد. بازی مورفی مورد تحسین قرار گرفت و منتقد امپایر نوشت: «در هستهٔ تپنده فیلم، مورفی در نقش اوپنهایمر قرار دارد و [بازی] او در سرتاسر آن متقاعد کننده است.» مورفی برای ایفای این نقش جوایز گلدن گلوب، بفتا، انجمن بازیگران فیلم و اسکار در رشتهٔ بهترین بازیگر مرد را دریافت کرد.

## زندگی شخصی
در میانهٔ سال ۲۰۰۴، مورفی با دوست دختر قدیمی خود، هنرمندی به نام ایوان مک‌گینس که در سال ۱۹۹۶ در یکی از اجراهای راک گروه با او آشنا شده‌بود، ازدواج کرد. این زوج از سال ۲۰۱۵ در دوبلین با دو پسرشان (زادهٔ سال‌های ۲۰۰۵ و ۲۰۰۷) زندگی می‌کنند.
مورفی صاحب یک سبک شخصی یا تبلیغاتی نیست، ترجیح می‌دهد دربارهٔ زندگی خود صحبت نکند و تا سال ۲۰۱۰ در هیچ برنامه زندهٔ گفت‌وگو تلویزیونی شرکت نمی‌کرد؛ تا اینکه مهمان برنامه ایرلندی لِیت لِیت شد اما هم چنان کم حرف و محتاط بود. او اغلب به تنهایی در مراسم‌ها شرکت می‌کند. او اظهار داشته که به زندگی به شیوه افراد مشهور علاقه‌مند نیست و گفته: «حضور روی فرش قرمز برای من چالشی است که نمی‌خواهم به آن برسم.» او به عمد به شیوه‌ای زندگی می‌کند که توجه رسانه‌ها را جلب نکند. مورفی با چند بازیگر ایرلندی ازجمله کالین فارل، جاناتان ریس میرز و لیام نیسون دوست است.
موسیقی همچنان بخش مهمی از زندگی مورفی را تشکیل می‌دهد. در سال ۲۰۰۴، او گفت: «تنها چیز عجیب و غریب در سبک زندگی من، سیستم پخش موزیک من، خرید موسیقی و رفتن به کنسرت است». او عضو هیچ گروه راکی نیست و قصد ندارد گروه دیگری را تشکیل دهد، اما گاهی با دوستانش یا به تنهایی موسیقی می‌نوازد و آهنگ می‌نویسد. وی در این باره گفته‌است: «حتی اگر کارم خوب بود، تصور بازیگری و عضویت در یک گروه راک به‌طور همزمان، به این معنی است که هرگز جدی گرفته نخواهم شد.» در سال ۲۰۱۵، او در فهرست یکی از ۵۰ مرد خوش لباس جی‌کیو قرار گرفت.
مورفی به عنوان یک کاتولیک بزرگ شد و به اندیشه‌های ندانم‌گرایی نزدیک شده‌بود، تا اینکه بعد از تحقیق پیرامون نقش خود به عنوان یک فیزیکدان و فضانورد در فیلم آفتاب، بیان کرد که آتئیست است. با این حال، در سال ۲۰۱۹ اظهار داشت که همچنان به اصول اخلاقی مذهب کاتولیک پایبند است. مورفی حدود ۱۵ سال گیاه‌خوار بود، که به گفته او به دلیل تردید در روش‌های ناسالم تجارت کشاورزی و «نگرانی ابتلا به بیماری جنون گاوی» بود تا یک تصمیم اخلاقی. او دوباره شروع به خوردن گوشت کرد تا برای بازی در پیکی بلایندرز وزنش را زیاد کند. وی همچنین از دویدن لذت می‌برد.

## جوایز و نامزدی‌ها
| سال  | عنوان                                     | جایزه                                     | بخش                                                                      | نتیجه    | منبع   |
| ---- | ----------------------------------------- | ----------------------------------------- | ------------------------------------------------------------------------ | -------- | ------ |
| ۲۰۰۲ | خوک‌های دیسکو                              | جایزه جشنواره فیلم مستقل اورنسه           | بهترین بازیگر                                                            | برنده    | [ ۴۲ ] |
| ۲۰۰۳ | ۲۸ روز بعد                                | جوایز امپایر                              | بهترین بازیگر جدید                                                       | نامزدشده | [ ۴۳ ] |
| ۲۰۰۳ | ۲۸ روز بعد                                | جوایز فیلم و درام IFTA                    | بهترین بازیگر نقش اول مرد – فیلم                                         | نامزدشده | [ ۴۳ ] |
| ۲۰۰۴ | ۲۸ روز بعد                                | جایزه سینما و تلویزیون ام‌تی‌وی             | بهترین عملکرد موفق                                                       | نامزدشده | [ ۴۴ ] |
| ۲۰۰۵ | بتمن آغاز می‌کند                           | جوایز فیلم و درام IFTA                    | بازیگر نقش مکمل – فیلم                                                   | نامزدشده | [ ۴۵ ] |
| ۲۰۰۵ | چشم قرمز                                  | جوایز فیلم و درام IFTA                    | بهترین بازیگر نقش اول مرد – فیلم                                         | نامزدشده | [ ۴۵ ] |
| ۲۰۰۵ | صبحانه در پلوتون                          | جایزه ستلایت                              | بازیگر برجسته در یک فیلم سینمایی، کمدی یا موزیکال                        | نامزدشده | [ ۴۶ ] |
| ۲۰۰۶ | بتمن آغاز می‌کند                           | حلقه منتقدان فیلم لندن                    | بهترین بازیگر نقش مکمل مرد سال بریتانیا                                  | نامزدشده |        |
| ۲۰۰۶ | صبحانه در پلوتون                          | جوایز گلدن گلوب                           | جایزه گلدن گلوب بهترین بازیگر مرد – فیلم موزیکال یا کمدی                 | نامزدشده | [ ۴۷ ] |
| ۲۰۰۶ | چشم قرمز                                  | جوایز ساترن                               | بهترین بازیگر نقش مکمل مرد                                               | نامزدشده | [ ۴۸ ] |
| ۲۰۰۶ | صبحانه در پلوتون، بادی که در مرغزار می‌وزد | جوایز فیلم اروپا                          | جایزه فیلم اروپا بهترین بازیگر نقش اول مرد                               | نامزدشده | [ ۴۹ ] |
| ۲۰۰۶ | بادی که در مرغزار می‌وزد                   | جوایز فیلم ایندیپندنت بریتانیا            | بهترین نقش آفرینی یک بازیگر مرد در یک فیلم مستقل بریتانیایی              | نامزدشده | [ ۴۴ ] |
| ۲۰۰۶ | بادی که در مرغزار می‌وزد                   | جایزه حلقه منتقدان فیلم دوبلین            | بهترین بازیگر                                                            | نامزدشده | [ ۴۴ ] |
| ۲۰۰۶ | بادی که در مرغزار می‌وزد                   | جی‌کیو                                     | بازیگر سال                                                               | برنده    | [ ۵۰ ] |
| ۲۰۰۷ | بادی که در مرغزار می‌وزد                   | جوایز فیلم بفتا                           | جایزه ستاره نوظهور بفتا                                                  | نامزدشده | [ ۵۱ ] |
| ۲۰۰۷ | بادی که در مرغزار می‌وزد                   | جوایز فیلم و درام IFTA                    | بهترین بازیگر نقش اول مرد – فیلم                                         | نامزدشده | [ ۵۲ ] |
| ۲۰۰۷ | صبحانه در پلوتون                          | جوایز فیلم و درام IFTA                    | بهترین بازیگر نقش اول مرد – فیلم                                         | برنده    | [ ۵۲ ] |
| ۲۰۰۷ | آفتاب                                     | جوایز فیلم ایندیپندنت بریتانیا            | بهترین نقش آفرینی یک بازیگر مرد در یک فیلم مستقل بریتانیایی              | نامزدشده | [ ۵۳ ] |
| ۲۰۰۸ | آفتاب                                     | جوایز فیلم و درام IFTA                    | بهترین بازیگر نقش اول مرد – فیلم                                         | نامزدشده | [ ۵۴ ] |
| ۲۰۱۰ | سرآغاز                                    | انجمن منتقدان فیلم منطقه واشینگتن، دی.سی. | جایزه انجمن منتقدان فیلم منطقه واشینگتن دی.سی. برای بهترین گروه بازیگران | نامزدشده | [ ۵۵ ] |
| ۲۰۱۰ | سرآغاز                                    | جوایز فیلم و درام IFTA                    | بازیگر نقش مکمل – فیلم                                                   | نامزدشده | [ ۵۶ ] |
| ۲۰۱۰ | پاداش پریر                                | جوایز فیلم و درام IFTA                    | بازیگر نقش اول – فیلم                                                    | نامزدشده | [ ۵۶ ] |
| ۲۰۱۲ | میسترمن                                   | جوایز تئاتر ایرلند                        | بهترین بازیگر                                                            | برنده    | [ ۵۷ ] |
| ۲۰۱۲ | میسترمن                                   | جایزه دراما دسک                           | اجرای برجسته انفرادی                                                     | برنده    | [ ۵۸ ] |
| ۲۰۱۲ | شکسته                                     | جوایز فیلم ایندیپندنت بریتانیا            | بهترین بازیگر نقش مکمل مرد                                               | نامزدشده | [ ۵۹ ] |
| ۲۰۱۵ | پیکی بلایندرز                             | جایزه فیلم و تلویزیون ایرلند              | بهترین بازیگر نقش اول مرد در درام                                        | نامزدشده | [ ۶۰ ] |
| ۲۰۱۷ | پیکی بلایندرز                             | جوایز تلویزیون ملی بریتانیا               | بهترین اجرای درام                                                        | نامزدشده | [ ۶۱ ] |
| ۲۰۱۷ | انتروپوید                                 | شیر چک                                    | بهترین بازیگر نقش اول مرد                                                | نامزدشده | [ ۶۲ ] |
| ۲۰۱۸ | پیکی بلایندرز                             | جایزه فیلم و تلویزیون ایرلند              | بهترین بازیگر نقش اول مرد در درام                                        | برنده    | [ ۶۳ ] |
| ۲۰۲۰ | پیکی بلایندرز                             | جوایز تلویزیون ملی بریتانیا               | بهترین اجرای درام                                                        | برنده    | [ ۶۴ ] |
| ۲۰۲۰ | پیکی بلایندرز                             | جایزه فیلم و تلویزیون ایرلند              | بهترین بازیگر نقش اول مرد در درام                                        | نامزدشده | [ ۶۵ ] |
| ۲۰۲۱ | یک مکان ساکت: بخش ۲                       | جایزه فیلم میان فصل انجمن منتقدان هالیوود | بهترین بازیگر نقش مکمل مرد                                               | برنده    | [ ۶۶ ] |
| ۲۰۲۲ | یک مکان ساکت: بخش ۲                       | جایزه برتر گزینش منتقدان                  | بهترین بازیگر مرد در فیلم ترسناک                                         | نامزدشده | [ ۶۷ ] |
| ۲۰۲۲ | پیکی بلایندرز                             | جوایز تلویزیون ملی بریتانیا               | بهترین اجرای درام                                                        | برنده    | [ ۶۸ ] |
| ۲۰۲۴ | اوپنهایمر                                 | جوایز گلدن گلوب                           | جایزه گلدن گلوب بهترین بازیگر مرد – فیلم درام                            | برنده    | [ ۴۷ ] |
| ۲۰۲۴ | اوپنهایمر                                 | جوایز اسکار                               | جایزه اسکار بهترین بازیگر نقش اول مرد                                    | برنده    | [ ۶۹ ] |